# Drugi rząd Valdisa Dombrovskisa
Drugi rząd Valdisa Dombrovskisa (łot. Dombrovska 2. Ministru kabinets) – centroprawicowy gabinet koalicyjny rządzący Łotwą od 3 listopada 2010 do 25 października 2011.

## Historia
Drugi rząd Valdisa Dombrovskisa, który po raz pierwszy sprawował funkcję premiera od 12 marca 2009, został zatwierdzony przez Sejm 3 listopada 2010 po tym, jak dotychczasowy premier otrzymał 2 listopada 2010 od prezydenta Valdisa Zatlersa misję sformowania nowego gabinetu. Nowy rząd został utworzony po wyborach wygranych przez Jedność oraz Związek Zielonych i Rolników, które pozwoliły przedłużyć pracę centroprawicowej koalicji rządzącej. Rząd tworzyło sześć ugrupowań reprezentujących dwa bloki polityczne: Nowa Era, Związek Obywatelski i Stowarzyszenie na rzecz Innej Polityki (w ramach Jedności) oraz Łotewska Partia Zielonych, Łotewski Związek Rolników i Partia Lipawska (w ramach ZZS). W rządzie zasiadło 13 ministrów – teki ministerialne zostały rozdzielone w proporcji 7 do 6 na korzyść Jedności. Liczba resortów została zmniejszona o jeden w stosunku do poprzedniego gabinetu: do czasu likwidacji resortu obowiązki ministra rozwoju regionalnego i samorządności pełnił premier. W lutym 2011 podała się do dymisji minister spraw wewnętrznych Linda Mūrniece. Premier dymisję przyjął, polityk pełniła obowiązki ministra do czerwca tegoż roku.
W składzie z 6 czerwca 2011 gabinet przetrwał do wyborów parlamentarnych w tym samym roku i funkcjonował do 25 października 2011, gdy został zastąpiony przez trzeci rząd Valdisa Dombrovskisa.

## Skład gabinetu
Premier
- Valdis Dombrovskis (Jedność)

Wicepremier i minister obrony narodowej
- Artis Pabriks (Jedność)

Minister spraw zagranicznych
- Ģirts Valdis Kristovskis (Jedność)

Minister gospodarki
- Artis Kampars (Jedność)

Minister finansów
- Andris Vilks (Jedność)

Minister spraw wewnętrznych
- Linda Mūrniece (Jedność, do 6 czerwca 2011)

Minister oświaty i nauki
- Rolands Broks (ZZS)

Minister kultury
- Sarmīte Ēlerte (Jedność)

Minister zabezpieczenia społecznego
- Ilona Jurševska (ZZS)

Minister transportu
- Uldis Augulis (ZZS)

Minister sprawiedliwości
- Aigars Štokenbergs (Jedność)

Minister zdrowia
- Juris Bārzdiņš (ZZS)

Minister ochrony środowiska i rozwoju regionalnego
- Raimonds Vējonis (ZZS, od 6 stycznia 2011)[7]

Minister środowiska
- Raimonds Vējonis (ZZS, do 1 stycznia 2011)

Minister rolnictwa
- Jānis Dūklavs (ZZS)